# ジェイ・ルービン
ジェイ・ルービン（Jay Rubin, 1941年 - ）は、アメリカの日本文学翻訳家、研究者。ハーバード大学名誉教授。
特に村上春樹の作品を複数英訳したことで広く知られているが、芥川龍之介や夏目漱石の翻訳も行っており、また、日本語の学習書や文学評論も出版している。

## 経歴
ワシントンD.C.生まれ。ユダヤ系アメリカ人である。シカゴ大学で日本文学のPh.D.を取得し、18年間ワシントン大学で教鞭を執った後、ハーバード大学の教授に就任。2008年退職、名誉教授。
はじめ明治期の検閲について研究したが、村上春樹の英訳で知られるようになる。謡曲も研究対象とする。
2003年、村上の長編小説『ねじまき鳥クロニクル』の翻訳により、第14回野間文芸翻訳賞を受賞した。
2015年5月、初めての小説『The Sun Gods』を著した。同書は柴田元幸と平塚隼介に翻訳され、7月31日、新潮社より『日々の光』として刊行された。

## エピソード
- 日本語の意味を忠実に再現する作風で知られる。村上春樹の談によれば「ジェイ・ルービンはハーヴァード大学の正教授で、社会的にもきちんとした偉い人で、ユーモアの感覚みたいなのはすごくあるんだけど、翻訳作業については非常に真面目で厳格な人で、わかんないことがあるといつも電話をかけてくるんです。」[3]
- 2006年6月、村上春樹の短編集『Blind Willow, Sleeping Woman』がフランク・オコナー国際短編賞を受賞した際、アイルランドで開かれた授賞式に村上の代わりに出席した[4]。
- エルサレム賞を受賞した村上春樹は、2009年2月15日、イスラエルで英語でスピーチを行った。ルービンは村上に急遽頼まれて原稿を英語に訳したという[5]。
- NHKラジオ第2の語学番組『英語で読む村上春樹』（2013年4月放送開始）で取り上げられた村上の6作品のうち5作品（「象の消滅」「かえるくん、東京を救う」「踊る小人」「トニー滝谷」「眠り」）は、ルービンの翻訳によるものである。
- 小説『日々の光』は2015年に出版されたが、書かれたのは1987年だという[1]。

## 翻訳作品（村上春樹）

### 長編小説など
| タイトル                   | 詳細情報                                   | 日本語タイトル                           | 備考                                     |
| -------------------------- | ------------------------------------------ | ---------------------------------------- | ---------------------------------------- |
| The Wind-Up Bird Chronicle | クノップフ社（1997年10月21日）             | 『ねじまき鳥クロニクル』                 |                                          |
| Norwegian Wood             | Vintage Books（2000年9月12日）             | 『ノルウェイの森』                       |                                          |
| After Dark                 | クノップフ社（2007年5月）                  | 『アフターダーク』                       |                                          |
| 1Q84 BOOK 1, BOOK 2        | クノップフ社（2011年9月18日）              | 『1Q84』                                 | 「BOOK 3」はフィリップ・ガブリエルの翻訳 |
| Absolutely on Music        | ペンギン・ランダムハウス（2016年11月15日） | 『小澤征爾さんと、音楽について話をする』 |                                          |

### 短編小説
| タイトル                                                      | 詳細情報                                      | 日本語タイトル                                                      | 備考                                         |
| ------------------------------------------------------------- | --------------------------------------------- | ------------------------------------------------------------------- | -------------------------------------------- |
| The Second Bakery Attack                                      | 『Playboy』1992年1月号                        | 「パン屋再襲撃」                                                    | 短編集『The Elephant Vanishes』に収録        |
| On Seeing the 100% Perfect Girl One Beautiful April Morning   | 訳し下ろし                                    | 「四月のある晴れた朝に100パーセントの女の子に出会うことについて」   | 同上                                         |
| Sleep                                                         | 『ザ・ニューヨーカー』1992年3月30日号         | 「眠り」                                                            | 同上                                         |
| The Little Green Monster                                      | 訳し下ろし                                    | 「緑色の獣」                                                        | 同上                                         |
| A Family Affair                                               | 訳し下ろし                                    | 「ファミリー・アフェア」                                            | 同上                                         |
| A Window                                                      | 訳し下ろし                                    | 「窓」                                                              | 同上                                         |
| The Dancing Dwarf                                             | 訳し下ろし                                    | 「踊る小人」                                                        | 同上                                         |
| The Elephant Vanishes                                         | 『ザ・ニューヨーカー』1991年11月18日号        | 「象の消滅」                                                        | 同上                                         |
| UFO in Kushiro                                                | 『ザ・ニューヨーカー』2001年3月19日号         | 「UFOが釧路に降りる」                                               | 短編集『after the quake』に収録              |
| Landscape with Flatiron                                       | 『Ploughshares』2002年9月22日号               | 「アイロンのある風景」                                              | 同上                                         |
| All God's Children Can Dance                                  | 『Harper's Magazine』2001年10月号             | 「神の子どもたちはみな踊る」                                        | 同上                                         |
| Thailand                                                      | 『Granta』2001年7月7日号                      | 「タイランド」                                                      | 同上                                         |
| Super-Frog Saves Tokyo                                        | 『GQ』2002年6月号                             | 「かえるくん、東京を救う」                                          | 同上                                         |
| Honey Pie                                                     | 『ザ・ニューヨーカー』2001年8月20日号、27日号 | 「蜂蜜パイ」                                                        | 同上                                         |
| Birthday Girl                                                 | 『Harper's』2003年7月号                       | 「バースデイ・ガール」                                              | 短編集『Blind Willow, Sleeping Woman』に収録 |
| Aeroplane: Or, How He Talked to Himself as If Reciting Poetry | 『ザ・ニューヨーカー』2002年7月1日号          | 「飛行機―あるいは彼はいかにして詩を読むようにひとりごとを言ったか」 | 同上                                         |
| Dabchick                                                      | 『McSweeney's』2000年晩冬号                   | 「かいつぶり」                                                      | 同上                                         |
| A "Poor Aunt" Story                                           | 『ザ・ニューヨーカー』2001年12月3日号         | 「貧乏な叔母さんの話」                                              | 同上                                         |
| Nausea 1979                                                   | 訳し下ろし                                    | 「嘔吐1979」                                                        | 同上                                         |
| The Seventh Man                                               | 『Granta』1998年3月号                         | 「七番目の男」                                                      | 同上                                         |
| Tony Takitani                                                 | 『ザ・ニューヨーカー』2002年4月15日号         | 「トニー滝谷」                                                      | 同上                                         |
| The Rise and Fall of Sharpie Cakes                            | 訳し下ろし                                    | 「とんがり焼の盛衰」                                                | 同上                                         |
| Hanalei Bay                                                   | 『ガーディアン』2006年4月15日号               | 「ハナレイ・ベイ」                                                  | 同上                                         |
| The Kidney-Shaped Stone That Moves Every Day                  | 『ザ・ニューヨーカー』2005年9月26日号         | 「日々移動する腎臓のかたちをした石」                                | 同上                                         |

## 翻訳作品（その他）
- Sanshiro / Natsume Sōseki ; Tokyo : University of Tokyo Press. - Seattle : University of Washington Press , c1977. （夏目漱石『三四郎』）
- The Miner / Natsume Sōseki ; Tokyo : Carles E. Tuttle , c1988.（夏目漱石『坑夫』）
- Rashōmon and Seventeen Other Stories / Ryūnosuke Akutagawa ; London : Penguin , 2006. - (Penguin classics) （『芥川龍之介短篇集』 新潮社、2007年6月、村上春樹序文）
  - Rashōmon （羅生門）
  - In a Bamboo Grove （藪の中）
  - The Nose （鼻）
  - Dragon: the Old Potter's Tale （竜）
  - The Spider's Thread （蜘蛛の糸）
  - Hell Screen （地獄変）
  - Dr. Ogata Ryōsai: Memorandum （尾形了斎覚え書）
  - O-Gin （おぎん）
  - Loyalty （忠義）
  - The Story of a Head That Fell Off （首が落ちた話）
  - Green Onions （葱）
  - Horse Legs （馬の脚）
  - Daidōji Shinsuke: The Early Years （大導寺信輔の半生）
  - The Writer's Craft （文章）
  - The Baby's Sickness （子供の病気）
  - Death Register （点鬼簿）
  - The Life of a Stupid Man （或阿呆の一生）
  - Spinning Gears （歯車）

## 主要な著書
- 文芸評論・学術・学習書・小説・エッセイ
  - Injurious to public morals : writers and the Meiji state / Seattle : University of Washington Press , c1984.（『風俗壊乱―明治国家と文芸の検閲』 世織書房、2011年4月8日、今井泰子・大木俊夫・木股知史・河野賢司・鈴木美津子訳）[15]
  - Making sense of japanese : what the textbooks don't tell you / Tokyo : Kodansha International , 1998.
  - Haruki Murakami and the music of words / London : Vintage , 2005. （『ハルキ・ムラカミと言葉の音楽』 新潮社、2006年9月、畔柳和代訳）
  - The Sun Gods / Seattle : Chin Music Press , 2015. （『日々の光』 新潮社、2015年7月、柴田元幸・平塚隼介訳）
  - 『村上春樹と私』 東洋経済新報社、2016年11月24日

- 編纂
  - Modern Japanese writers / New York : Charles Scribner's Sons , c2001.